# Александрович, Михаил Давидович
Михаи́л Дави́дович (Давы́дович) Александро́вич (10 [23] июля 1914, село Биржи, Люцинский уезд, Витебская губерния, Российская империя — 3 июля 2002, Мюнхен, Бавария, Германия) — латвийский и советский певец (тенор), кантор (хаззан). Заслуженный артист РСФСР (1947). Лауреат Сталинской премии второй степени (1948).

## Биография
Александрович родился 10 (23) июля 1914 год в селе Биржи (ныне Берзпилс Балвского края Латвии) в еврейской семье. Отец его был мелким торговцем. В 1920-е годы приобрёл популярность как вундеркинд, в девятилетнем возрасте гастролировал в городах Восточной Европы и в Германии с исполнением еврейских народных песен на идише, романсов и арий на русском и немецком языках и других произведений недетского репертуара, в сопровождении композитора и пианиста Оскара Строка. Учился в гимназии и игре на скрипке в Рижской консерватории. Стажировался в Италии у Беньямино Джильи. В 1930-е годы был кантором синагог в Манчестере, Риге и Каунасе.
С 1940 года — в СССР, камерный и эстрадный певец. В СССР было выпущено семьдесят пластинок тиражом 22 млн экземпляров.
С 1971 года жил в Израиле, с 1974 года — в США, с 1990 года — в Германии. До конца жизни работал кантором, выступал с сольными концертами на пяти континентах, записывал пластинки и диски. Опубликовал книгу воспоминаний «Я помню…».
Александрович с неизменным успехом у публики и критиков выступал на протяжении 75 лет. Умер 3 июля 2002 года в Мюнхене.
Голос певца — несильный, чистого и мягкого тембра и широкого диапазона высокий лирический тенор. Он обладал хорошо разработанной вокальной техникой и исключительной дикцией.

## Семья
Жена — Раиса Левинсон. Дочь — Илана Махлис (Александрович). Зять — Леонид Семенович Махлис (р. 1945), журналист и переводчик.

## Награды и премии
- Сталинская премия второй степени (1948) — за концертно-исполнительскую деятельность
- заслуженный артист РСФСР (1947)